# Hierochloe cuprea
Hierochloe cuprea är en gräsart som beskrevs av Victor Dmitrievich Zotov. Hierochloe cuprea ingår i släktet Hierochloe och familjen gräs. Inga underarter finns listade i Catalogue of Life.